# Mustapur, Aurad
Mustapur là một làng thuộc tehsil Aurad, huyện Bidar, bang Karnataka, Ấn Độ.